# Gertrude Liebhart
Gertrude Liebhart (n. 26 octombrie 1928, Langenzersdorf⁠(d), Austria Inferioară, Austria – d. 27 noiembrie 2008) a fost o canoistă ce a reprezentat Austria, medaliată olimpică. A participat la o ediție a Jocurilor Olimpice (1952) în care a câștigat o medalie de argint.

## Participări
Lista de mai jos prezintă principalele competiții la care a participat Gertrude Liebhart de-a lungul carierei.
- canoeing at the 1952 Summer Olympics – women's K-1 500 metres[*]